# Sida libenii
Sida libenii är en malvaväxtart som beskrevs av Lucien Leon Hauman. Sida libenii ingår i släktet sammetsmalvor, och familjen malvaväxter. Inga underarter finns listade i Catalogue of Life.